# Pterogenia parva
Pterogenia parva är en tvåvingeart som beskrevs av Mario Bezzi 1916. Pterogenia parva ingår i släktet Pterogenia och familjen bredmunsflugor. Inga underarter finns listade i Catalogue of Life.